# Euchloe simplonia
Euchloe simplonia es una especie de lepidóptero ropalócero de la familia Pieridae. Se distribuye por las regiones montañosas de Europa Occidental (Francia, Italia, Suiza). También está citada en España, en la cordillera Cantábrica y los Pirineos.
Es una mariposa blanca con manchas negras al final de las alas anteriores y una mácula negra a medio camino del cuerpo. El reverso de las alas posteriores es de color verde oscuro con manchas blancas.
Sus plantas nutricias son principalmente de los géneros Sinapis, Isatis, Aethionema, Iberis y Biscutella.
Vuela de abril en agosto, y solo tiene una generación. Se encuentra en prados de flores de montaña en general por encima de 1500 metros.